# Proteopharmacis columba
Proteopharmacis columba är en fjärilsart som beskrevs av Butler 1882. Proteopharmacis columba ingår i släktet Proteopharmacis och familjen mätare. Inga underarter finns listade i Catalogue of Life.